# Noi, cei din linia întâi
Noi, cei din linia întâi é um filme de drama romeno de 1985 dirigido por Sergiu Nicolaescu e escrito por Titus Popovici.
Foi selecionado como representante da Romênia à edição do Oscar 1986, organizada pela Academia de Artes e Ciências Cinematográficas.

## Elenco
- George Alexandru - tte. Horia Lazär
- Anda Onesa - Silvia Marinescu
- Valentin Uritescu - sgt. Saptefrati
- Ion Besoiu - cel. Câmpeanu
- Stefan Iordache
- Sergiu Nicolaescu - gen. Marinescu
- Mircea Albulescu - pai de Horia Lazar
- Silviu Stănculescu - gen. soviético
- Colea Răutu - sgt. Pliushkin II